# 罗伯托·阿邦丹谢里
罗伯托·阿邦丹谢里（Roberto Carlos Abbondanzieri，1972年8月19日—），已退役的阿根廷足球守門員。

## 球員生涯
阿邦丹谢里出身於阿根廷中下游球會，早在1996年已加盟當地班霸小保加。早年阿邦丹謝里一直都只是後備門將，並常受傷患影響，直到2002年以後才獲得正選位置。在兩年良好表現後，阿邦丹謝里才於2004年正式獲國家隊垂青，時已32歲。他出席了2005年美洲國家杯和2005年的洲際國家杯。
2006年世界杯阿邦丹謝里入選國家隊，出賽過三場分組賽和一場十六強淘汰賽。在八強比賽裡與對方球員發生碰撞受傷，退下火線，結果阿根廷就在八強戰中以互射十二碼不敵東道主德國。（註：對上一次被德國擊敗是90年7月，當時世界盃在意大利舉行。）
阿邦丹謝里乃一名大器晚成的球員，雖然已年屆三十四，但世界杯後也受到一些球會招攬，結果2006年阿邦丹謝里就加盟了西甲球會基達菲，直到2009年重返小保加效力。